# Biomethylierung
Als Biomethylierung werden durch Mikroorganismen durchgeführte chemische Verknüpfungen von einer oder mehreren Methylgruppen (–CH3) mit einigen Metallen und Halbmetallen bezeichnet. Durch diese Umwandlung (Bioderivatisierung) entstehen metallorganische Verbindungen.
Biomethylierungen sind u. a. für Quecksilber, Arsen, Zinn, Gold und Blei gefunden worden. Die durch die Methyl-Element-Verbindung entstehenden Stoffe können, in Abhängigkeit vom Methylierungsgrad, eine erhöhte Toxizität gegenüber Lebewesen (Pflanzen, Tiere, Menschen) aufweisen als die anorganischen Verbindungen des entsprechenden Elements.
Spätestens mit dem Auftreten der Minamata-Krankheit in Japan Mitte der 1950er Jahre, einer durch Methylquecksilber aus Fischen verursachten Massenvergiftung von Menschen in Japan, ist die Biomethylierung als potentielle Gefahrenquelle erkannt worden.